# Burgberg Wolde

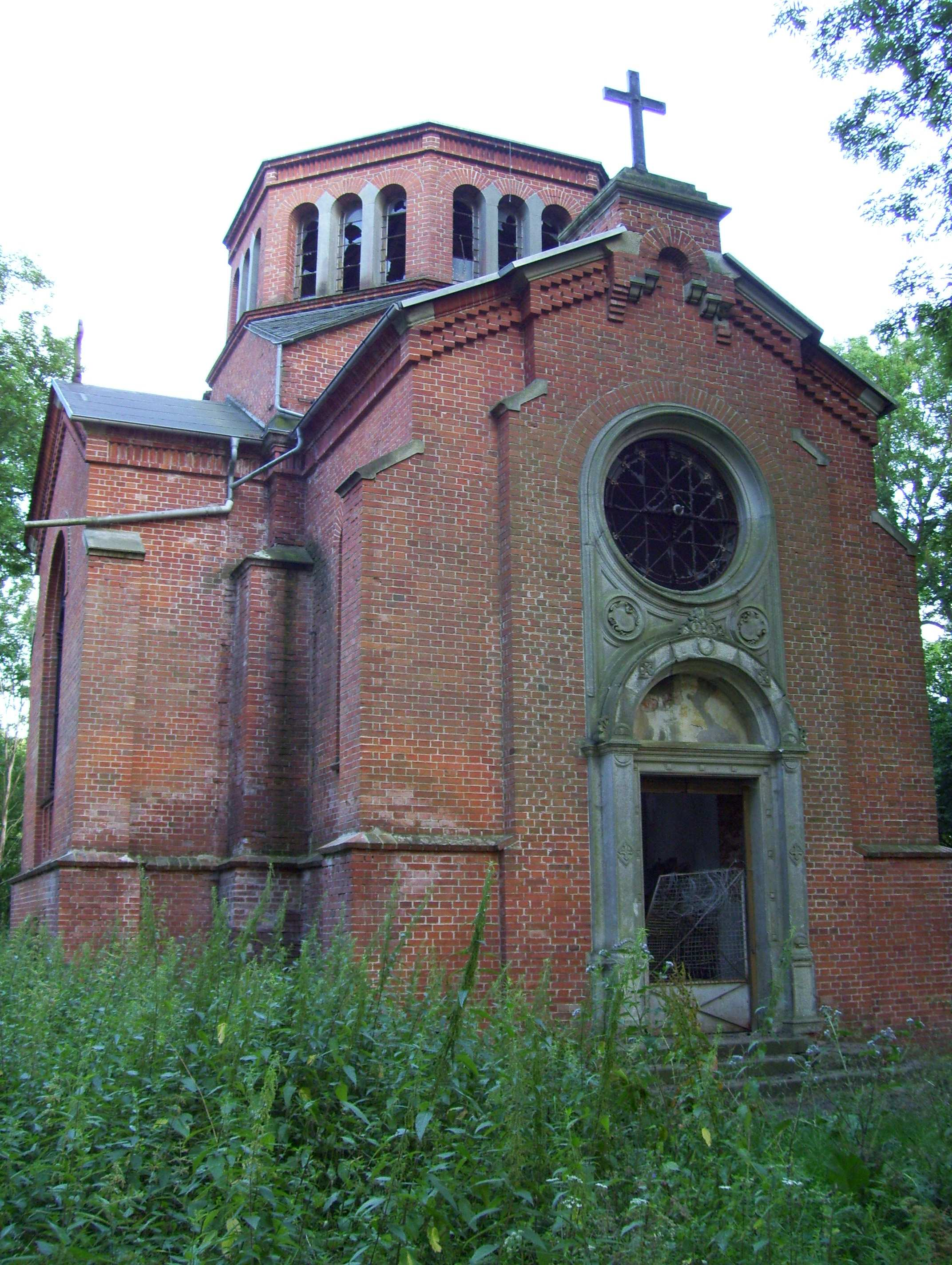
Eingangsseite der Kirchenruine

Der Burgberg liegt bei Wolde im Landkreis Mecklenburgische Seenplatte, in der östlichen Mitte des Bundeslandes Mecklenburg-Vorpommern.

## Lage
Der Burgberg befindet sich im Gutspark am Ende des Parkwegs südöstlich des Dorfes.

## Geschichte
Entstanden ist die Anlage wahrscheinlich im späten 14. Jahrhundert. Damals hatte der einflussreiche pommersche Marschall Henning von Winterfeld Burg Wolde inne. Im Jahre 1428 wurde Heinrich von Maltzahn mit der Burg belehnt. Sein Nachfahre Bernd II. von Maltzan war um 1490 der Besitzer. Als er die Auflagen eines gegen ihn gefällten Urteils nicht erfüllt hatte, belagerte Herzog Bogislaw X. von Pommern mit Unterstützung von Truppen aus Greifswald, Stralsund, Anklam und Demmin die Burg. Bernd von Maltzan hatte die Befestigungen ausbauen lassen und zusätzliche Besatzungen angeworben. Daher blieben die Angriffe der Belagerer zuerst erfolglos. Erst als eine Explosion die Pulvervorräte der Verteidiger und große Teile der Befestigung zerstört hatte, gelang es den herzoglichen Truppen, die Burg zu stürmen. Die Zerstörung der Anlage ist für den 29. August 1491 urkundlich erwähnt.
Die Maltzan/Maltzahn verloren Burg Wolde infolgedessen und sie ging in den Besitz der Familie von Preen über. Sie wurde von ihnen offensichtlich wieder aufgebaut, denn es existieren Inventare der Burg aus dieser Zeit im Landeshauptarchiv Schwerin, im Landesarchiv Greifswald und im Staatsarchiv Stettin (Archiwum Państwowe w Szczecinie). Im 18. Jahrhundert befand sich Wolde wieder im Besitz der Maltzan (mecklenburgische Linie), in der ersten Hälfte des 19. Jahrhunderts hatte es der Freiherr Gustav von Maltzahn (pommersche Linie), Graf von Plessen, auf Ivenack. Von diesem ging der gesamte Besitz 1850 zunächst an einen Herrn von Fabrice, 1865 an die Familie von Heyden-Linden auf Tützpatz, ebenfalls im Kreis Demmin, über. Die Burg war zu dieser Zeit längst Ruine geworden. Wohnsitz war das 1797 von Bogislav Helmut von Maltzahn errichtete Schloss Wolde, das 1945 abgebrochen wurde.
Da man hier auch slawische Scherben vom Typ Menkendorf fand, kann man davon ausgehen, dass hier auch vor der deutschen Anlage eine slawische Siedlung oder Burg im 12.–13. Jahrhundert bestanden hat.
Auf dem Gelände der Burganlage wurde 1859/1860 eine neuromanische Kirche errichtet. Sie hat die Form eines griechischen Kreuzes und trägt eine sechsseitige hölzerne Kuppel. Derzeit ist sie nur als Ruine zu besichtigen. Auf dem Altar stand eine Bronze-Plastik, Maria Magdalena am Kruzifix, die 1854 vom spätklassizistischen Bildhauer Ernst Rietschel geschaffen wurde. Sie steht heute als Leihgabe im Schweriner Dom.

## Anlage
Das Gelände der Anlage umfasst eine Fläche von 180 mal 85 Metern. Auf der Nordseite ist die ehemalige Niederungsburg von einem 12 Meter breiten Graben umgeben. Im südlichen Teil ist sie von einem noch 3,5 Meter hohen Wall geschützt. Die Wehranlage war in eine kleinere Hauptburg und eine vorgelagerte südlich gelegene Vorburg unterteilt. Die Hauptburg lag auf einem 5 Meter hohen Plateau und ist circa 40 mal 35 Meter groß. Im Osten befindet sich ein Bach sowie weite Wiesenflächen, daher war sie von hier aus auf natürliche Weise her geschützt.